# Celaena traegeri
Celaena traegeri là một loài bướm đêm trong họ Noctuidae.